# St. Helena (Helenabrunn)

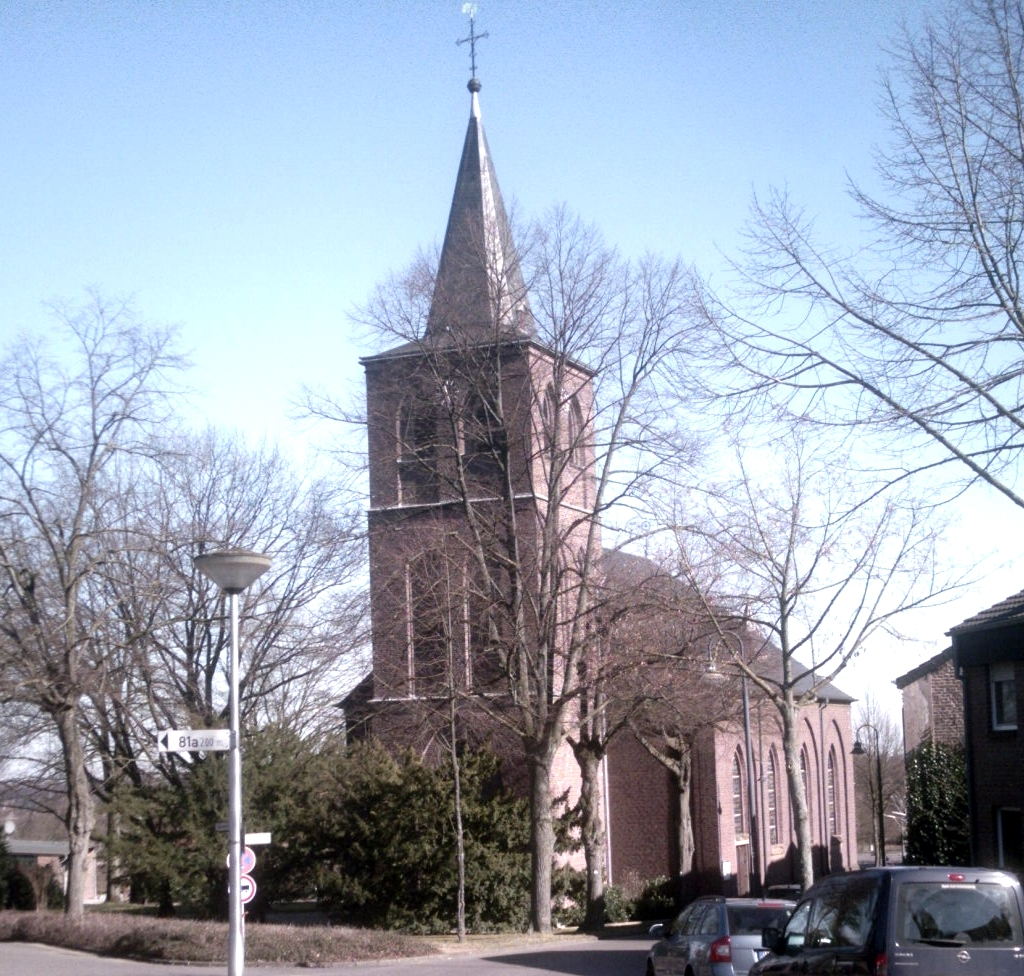
Pfarrkirche St. Helena

Die katholische Pfarrkirche St. Helena ist ein denkmalgeschütztes Kirchengebäude in Helenabrunn, einem Ortsteil der Kreisstadt Viersen in Nordrhein-Westfalen.

## Geschichte und Architektur
Ein Kapellenbau des 17. Jahrhunderts mit zwei Jochen und dreiseitigem Schluss wurde als Chor eingegliedert. Die dreischiffige neugotische Backsteinhalle mit vorgesetztem Westturm wurde 1843 nach Plänen von Lüdke errichtet. Die Sakristei befindet sich im Chorscheitel. Die Mosaiken im Chor wurden 1922 angebracht.

## Ausstattung
- Auf den Seitenaltären stehen geschnitzte Retabelaufsätze sie wurden 1871 in der Werkstatt von O. Mengelberg angefertigt.
- Der Kanzelkorb von der Mitte des 17. Jahrhunderts ist mit Knorpelwerk und den Figuren der Evangelisten geschmückt.
- Die Orgel wurde 1913 gebaut.